# Cerianthus membranaceus
Cerianthus membranaceus (Gmelin, 1791) è un corallo della famiglia Cerianthidae.

## Descrizione
Vive in un tubo prodotto dall'animale stesso, infossato nel terreno e lungo fino ad un metro, da cui sporgono a corona i tentacoli alimentari che possono raggiungere il diametro di 40 centimetri. La colorazione è molto varia, e va dal bianco al violetto, talvolta anche nero.
Possiede un numero variabile di tentacoli urticanti che circondano l'apertura orale.

## Distribuzione e habitat
Autoctono del mar Mediterraneo, si reperisce anche nell'oceano Atlantico orientale, su fondali sabbiosi o fangosi da pochi metri fino a 40 metri di profondità.